# Danh sách loài trong họ Chùm ớt
Dưới đây là danh sách các loài trong họ Chùm ớt xếp theo chi.
- Adenocalymma adenophorum (Sandwith) L.G.Lohmann,2010
- Adenocalymma album (Aubl.) L.G.Lohmann,2010
- Adenocalymma allamandiflorum (Bureau ex K.Schum.) L.G.Lohmann,2010
- Adenocalymma apparicianum J.C.Gomes,1949
- Adenocalymma apurense (Kunth) Sandwith,1938
- Adenocalymma arthropetiolatum A.H.Gentry,1973
- Adenocalymma aspericarpum (A.H.Gentry) L.G.Lohmann,2008
- Adenocalymma axillarum (K.Schum.) L.G.Lohmann,2010
- Adenocalymma bipinnatum (S.Moore) L.G.Lohmann,2010
- Adenocalymma biternatum (A.Samp.) L.G.Lohmann,2010
- Adenocalymma bracteatum (Cham.) DC.,1845
- Adenocalymma bracteolatum DC.,1845
- Adenocalymma bracteosum (DC.) L.G.Lohmann,2008
- Adenocalymma bullatum Bureau & K.Schum.,1894
- Adenocalymma campicola (Pilg.) L.G.Lohmann,2010
- Adenocalymma chocoense A.H.Gentry,1985
- Adenocalymma cidii (A.H.Gentry ex Hauk) L.G.Lohmann,2010
- Adenocalymma cladotrichum (Sandwith) L.G.Lohmann,2008
- Adenocalymma comosum (Cham.) DC.,1845
- Adenocalymma contractum (A.H.Gentry ex Hauk) L.G.Lohmann,2008
- Adenocalymma coriaceum A.DC.,1845
- Adenocalymma croatii (A.H.Gentry) L.G.Lohmann,2010
- Adenocalymma cymbalum (Cham.) Bureau & K.Schum.,1896
- Adenocalymma dichilum A.H.Gentry,1993
- Adenocalymma divaricatum Miers,1861
- Adenocalymma dugandii Sandwith,1953
- Adenocalymma dusenii Kraenzl.,1921
- Adenocalymma flaviflorum (Miq.) L.G.Lohmann,2008
- Adenocalymma flavum Mart. ex DC.,1845
- Adenocalymma fruticosum A.H.Gentry,1993
- Adenocalymma gracielzae A.H.Gentry,1993
- Adenocalymma hatschbachii A.H.Gentry,1993
- Adenocalymma heterophyllum Kraenzl.,1915
- Adenocalymma hirtum (Mart. ex DC.) Bureau & K.Schum.,1896
- Adenocalymma hypostictum Bureau & K.Schum.,1896
- Adenocalymma imperatoris-maximilianii (Wawra) L.G.Lohmann,2010
- Adenocalymma impressum (Rusby) Sandwith,1937
- Adenocalymma inundatum Mart. ex DC.,1845
- Adenocalymma involucratum (Bureau & K.Schum.) L.G.Lohmann,2010
- Adenocalymma juliae (A.H.Gentry) L.G.Lohmann,2010
- Adenocalymma longilineum (A.Samp.) L.G.Lohmann,2010
- Adenocalymma magdalenense Dugand,1946
- Adenocalymma magnificum Mart. ex DC.,1845
- Adenocalymma magnoalatum Scud.,2000
- Adenocalymma marginatum (Cham.) DC.,1845
- Adenocalymma mollis (A.H.Gentry) L.G.Lohmann,2010
- Adenocalymma moringifolium (DC.) L.G.Lohmann,2010
- Adenocalymma neoflavidum L.G.Lohmann,2010
- Adenocalymma nervosum Bureau & K.Schum.,1896
- Adenocalymma nodosum (Silva Manso) L.G.Lohmann,2010
- Adenocalymma patulum (Miers) L.G.Lohmann,2008
- Adenocalymma paucifoliolatum (A.H.Gentry) L.G.Lohmann,2010
- Adenocalymma paulistarum Bureau & K.Schum.,1894
- Adenocalymma pedunculatum (Vell.) L.G.Lohmann,2010
- Adenocalymma peregrinum (Miers) L.G.Lohmann,2010
- Adenocalymma prancei A.H.Gentry,1978
- Adenocalymma pseudopatulum (A.H.Gentry) L.G.Lohmann,2008
- Adenocalymma pubescens (Spreng.) L.G.Lohmann,2010
- Adenocalymma purpurascens Rusby,1920
- Adenocalymma racemosum (A.H.Gentry) L.G.Lohmann,2010
- Adenocalymma reticulatum Bureau ex K.Schum.,1894
- Adenocalymma salmoneum J.C.Gomes,1951
- Adenocalymma salzmannii DC.,1845
- Adenocalymma sastrei (A.H.Gentry ex Hauk) L.G.Lohmann,2010
- Adenocalymma saulense A.H.Gentry,1993
- Adenocalymma scabriusculum Mart. ex DC.,1845
- Adenocalymma scansile Miers,1861
- Adenocalymma schomburgkii (DC.) L.G.Lohmann,2008
- Adenocalymma sousae A.H.Gentry,1982
- Adenocalymma subincanum Huber,1914
- Adenocalymma subsessilifolium DC.,1845
- Adenocalymma subspicatum A.H.Gentry,1993
- Adenocalymma tanaeciicarpum (A.H.Gentry) L.G.Lohmann,2008
- Adenocalymma ternatum (Vell.) Mello ex Bureau & K.Schum.,1896
- Adenocalymma trichocladum (DC.) L.G.Lohmann,2010
- Adenocalymma trifoliatum (Vell.) R.C.Laroche,1973
- Adenocalymma ubatubense Assis & Semir,1999
- Adenocalymma uleanum Kraenzl.,1915
- Adenocalymma velutinum (A.H.Gentry ex Hauk) L.G.Lohmann,2010
- Amphilophium arenarium (A.H.Gentry) L.G.Lohmann,2008
- Amphilophium aschersonii Ule,1904
- Amphilophium bauhinioides (Bureau ex Baill.) L.G.Lohmann,2010
- Amphilophium blanchetii (DC.) Bureau & K.Schum.,1896
- Amphilophium bracteatum (Cham.) L.G.Lohmann,2010
- Amphilophium buccinatorium (DC.) L.G.Lohmann,2010
- Amphilophium chocoense (A.H.Gentry) L.G.Lohmann,2010
- Amphilophium cremersii (A.H.Gentry) L.G.Lohmann,2010
- Amphilophium crucigerum (L.) L.G.Lohmann,2008
- Amphilophium cuneifolium (DC.) L.G.Lohmann,2010
- Amphilophium cynanchoides (DC.) L.G.Lohmann,2010
- Amphilophium dasytrichum (Sandwith) L.G.Lohmann,2008
- Amphilophium dolichoides (Cham.) L.G.Lohmann,2010
- Amphilophium dusenianum (Kraenzl.) L.G.Lohmann,2010
- Amphilophium ecuadorense A.H.Gentry,1977
- Amphilophium elongatum (Vahl) L.G.Lohmann,2008
- Amphilophium falcatum (Vell.) L.G.Lohmann,2010
- Amphilophium frutescens (DC.) L.G.Lohmann,2010
- Amphilophium glaziovii Bureau ex K.Schum.,1894
- Amphilophium gnaphalanthum (A.Rich.) L.G.Lohmann,2010
- Amphilophium granulosum (Klotzsch) L.G.Lohmann,2008
- Amphilophium lactiflorum (Vahl) L.G.Lohmann,2008
- Amphilophium laevis (Sandwith) L.G.Lohmann,2008
- Amphilophium laxiflorum (DC.) L.G.Lohmann,2010
- Amphilophium magnoliifolium (Kunth) L.G.Lohmann,2008
- Amphilophium mansoanum (DC.) L.G.Lohmann,2010
- Amphilophium nunezii (A.H.Gentry) L.G.Lohmann,2010
- Amphilophium obovatum (Sandwith) L.G.Lohmann,2008
- Amphilophium occidentale (A.H.Gentry) L.G.Lohmann,2010
- Amphilophium paniculatum (L.) Kunth,1818
- Amphilophium pannosum (DC.) Bureau & K.Schum.,1896
- Amphilophium parkeri (DC.) L.G.Lohmann,2008
- Amphilophium pauciflorum (A.H.Gentry) L.G.Lohmann,2008
- Amphilophium perbracteatum A.H.Gentry,1985
- Amphilophium pilosum Standl.,1938
- Amphilophium porphyrotrichum (Sandwith) L.G.Lohmann,2008
- Amphilophium pulverulentum (Sandwith) L.G.Lohmann,2008
- Amphilophium reticulatum (A.H.Gentry) L.G.Lohmann,2010
- Amphilophium rodriguesii (A.H.Gentry) L.G.Lohmann,2010
- Amphilophium sandwithii Fabris,1964
- Amphilophium scabriusculum (Mart. ex DC.) L.G.Lohmann,2010
- Amphilophium stamineum (Lam.) L.G.Lohmann,2010
- Amphilophium steyermarkii (A.H.Gentry) L.G.Lohmann,2008
- Amphitecna apiculata A.H.Gentry,1977
- Amphitecna breedlovei A.H.Gentry,1977
- Amphitecna costata A.H.Gentry,1977
- Amphitecna donnell-smithii (Sprague) L.O.Williams,1973
- Amphitecna gentryi W.C.Burger,2000
- Amphitecna isthmica (A.H.Gentry) A.H.Gentry,1976
- Amphitecna kennedyi (A.H.Gentry) A.H.Gentry,1976
- Amphitecna latifolia (Mill.) A.H.Gentry,1976
- Amphitecna lundellii A.H.Gentry,1982
- Amphitecna macrophylla (Seem.) Miers ex Baill.,1882
- Amphitecna megalophylla (Donn.Sm.) A.H.Gentry,1980
- Amphitecna molinae L.O.Williams,1973
- Amphitecna montana L.O.Williams,1973
- Amphitecna parviflora A.H.Gentry,1980
- Amphitecna regalis (Linden) A.H.Gentry,1980
- Amphitecna sessilifolia (Donn.Sm.) L.O.Williams,1973
- Amphitecna silvicola L.O.Williams,1973
- Amphitecna spathicalyx (A.H.Gentry) A.H.Gentry,1976
- Amphitecna steyermarkii (A.H.Gentry) A.H.Gentry,1976
- Amphitecna tuxtlensis A.H.Gentry,1980
- Anemopaegma acutifolium DC.,1845
- Anemopaegma alatum A.H.Gentry,1976
- Anemopaegma album Mart. ex DC.,1845
- Anemopaegma arvense (Vell.) Stellfeld ex De Souza,1945
- Anemopaegma brevipes S.Moore,1895
- Anemopaegma chamberlaynii (Sims) Bureau & K.Schum.,1896
- Anemopaegma chrysanthum Dugand,1947
- Anemopaegma chrysoleucum (Kunth) Sandwith,1938
- Anemopaegma citrinum Mart. ex DC.,1845
- Anemopaegma colombianum (Sandwith) A.H.Gentry,1976
- Anemopaegma flavum Morong,1892
- Anemopaegma floridum Mart. ex DC.,1845
- Anemopaegma foetidum Bureau & K.Schum.,1896
- Anemopaegma glaucum Mart. ex DC.,1845
- Anemopaegma goyazense K.Schum.,1897
- Anemopaegma gracile Bureau & K.Schum.,1896
- Anemopaegma grandifolium (Jacq.) Merr. & Sandwith,1947
- Anemopaegma granvillei A.H.Gentry,1977
- Anemopaegma heringeri J.C.Gomes,1953
- Anemopaegma hilarianum Bureau & K.Schum.,1896
- Anemopaegma insculptum (Sandwith) A.H.Gentry,1976
- Anemopaegma ionanthum A.H.Gentry,1985
- Anemopaegma jucundum Bureau & K.Schum.,1896
- Anemopaegma karstenii Bureau & K.Schum.,1896
- Anemopaegma laeve DC.,1845
- Anemopaegma longidens Mart. ex DC.,1845
- Anemopaegma longipetiolatum Sprague,1905
- Anemopaegma mirabile (Sandwith) A.H.Gentry,1976
- Anemopaegma oligoneuron (Sprague & Sandwith) A.H.Gentry,1976
- Anemopaegma orbiculatum (Jacq.) DC.,1845
- Anemopaegma pabstii A.H.Gentry,1980
- Anemopaegma pachyphyllum Bureau & K.Schum.,1896
- Anemopaegma paraense Bureau & K.Schum.,1896
- Anemopaegma parkeri Sprague,1906
- Anemopaegma patelliforme A.H.Gentry,1976
- Anemopaegma prostratum DC.,1845
- Anemopaegma puberulum (Seibert) Miranda,1953
- Anemopaegma robustum Bureau & K.Schum.,1896
- Anemopaegma rugosum (Schltdl.) Sprague,1931
- Anemopaegma salicifolium (Kunth) Sandwith,1938
- Anemopaegma santaritense A.H.Gentry,1971
- Anemopaegma scabriusculum Mart. ex DC.,1845
- Anemopaegma setilobum A.H.Gentry,1980
- Anemopaegma velutinum Mart. ex DC.,1845
- Anemopaegma villosum A.H.Gentry,1976
- Argylia adscendens DC.,1845
- Argylia bifrons Phil.,1895
- Argylia bustillosii Phil.,1858
- Argylia checoensis (Meyen) I.M.Johnst.,1938
- Argylia conaiensis Ravenna,2007
- Argylia farnesiana Gleisner & Ricardi,1969
- Argylia geranioides DC.,1845
- Argylia glutinosa Phil.,1860
- Argylia potentillifolia DC.,1845
- Argylia radiata (L.) D.Don,1823
- Argylia robusta Sandwith,1927
- Argylia tomentosa Phil.,1860
- Argylia uspallatensis DC.,1845
- Arrabidaea sego (Vell.) DC.,1838
- Astianthus viminalis (Kunth) Baill.,1888
- Bignonia aequinoctialis L.,1753
- Bignonia binata Thunb.,1821
- Bignonia bracteomana (K.Schum. ex Sprague) L.G.Lohmann,2010
- Bignonia callistegioides Cham.,1832
- Bignonia campanulata Cham.,1832
- Bignonia capreolata L.,1753
- Bignonia convolvuloides (Bureau & K.Schum.) L.G.Lohmann,2010
- Bignonia corymbosa (Vent.) L.G.Lohmann,2008
- Bignonia costata (Bureau & K.Schum.) L.G.Lohmann,2010
- Bignonia cuneata (Dugand) L.G.Lohmann,2008
- Bignonia decora (S.Moore) L.G.Lohmann,2010
- Bignonia diversifolia Kunth,1818
- Bignonia heterophylla (Seibert) L.G.Lohmann,2010
- Bignonia hyacinthina (Standl.) L.G.Lohmann,2008
- Bignonia lilacina (A.H.Gentry) L.G.Lohmann,2008
- Bignonia longiflora Cav.,1801
- Bignonia magnifica W.Bull,1879
- Bignonia microcalyx G.Mey.,1818
- Bignonia neouliginosa L.G.Lohmann,2010
- Bignonia nocturna (Barb.Rodr.) L.G.Lohmann,2008
- Bignonia phellosperma (Hemsl.) L.G.Lohmann,2010
- Bignonia potosina (K.Schum. & Loes.) L.G.Lohmann,2010
- Bignonia prieurei DC.,1845
- Bignonia pterocalyx (Sprague ex Urb.) L.G.Lohmann,2008
- Bignonia ramantacea (Mart. ex DC.) L.G.Lohmann,2010
- Bignonia sciuripabula (K.Schum.) L.G.Lohmann,2008
- Bignonia sordida (Bureau & K.Schum.) L.G.Lohmann,2008
- Bignonia uleana (Kraenzl.) L.G.Lohmann,2010
- Callichlamys latifolia (Rich.) K. Schum.,1894
- Campsidium valdivianum (Phil.) W.Bull,1871
- Campsis grandiflora (Thunb.) K.Schum.,1894
- Campsis radicans (L.) Seem.,1867
- Catalpa bignonioides Walter,1788
- Catalpa brevipes Urb.,1927
- Catalpa bungei C.A.Mey.,1837
- Catalpa duclouxii Dode,1907
- Catalpa fargesii Bureau,1894
- Catalpa longissima (Jacq.) Dum.Cours.,1802
- Catalpa macrocarpa (A.Rich.) Ekman ex Urb.,1924
- Catalpa ovata G.Don,1837
- Catalpa purpurea Griseb.,1866
- Catalpa speciosa (Warder ex Barney) Warder ex Engelm.,1880
- Catalpa tibetica Forrest,1921
- Catophractes alexandri D.Don,1839
- Chilopsis linearis (Cav.) Sweet,1826
- Colea alata H.Perrier,1938
- Colea alba H.Perrier,1938
- Colea asperrima H.Perrier,1938
- Colea barbatula H.Perrier,1938
- Colea bernieri Baill. ex H.Perrier,1938
- Colea campenonii H.Perrier,1938
- Colea colei (Bojer ex Hook.) M.L.Green,1926
- Colea concinna Baker,1890
- Colea fusca H.Perrier,1938
- Colea gentryi Zjhra,2006
- Colea hirsuta Aug.DC.,1901
- Colea lantziana Baill.,1887
- Colea lutescens H.Perrier,1938
- Colea muricata H.Perrier,1938
- Colea myriaptera H.Perrier,1938
- Colea nana H.Perrier,1938
- Colea obtusifolia DC.,1845
- Colea purpurascens Seem.,1860
- Colea resupinata Zjhra,2006
- Colea rosea Zjhra,2006
- Colea rubra H.Perrier,1938
- Colea seychellarum Seem.,1860
- Colea sytsmae Zjhra,2006
- Colea tetragona DC.,1845
- Crescentia alata Kunth,1818
- Crescentia amazonica Ducke,1938
- Crescentia cujete L.,1753
- Crescentia linearifolia Miers,1868
- Crescentia mirabilis Ekman ex Urb.,1925
- Crescentia portoricensis Britton,1916
- Cuspidaria argentea (Wawra) Sandwith,1954
- Cuspidaria bracteata (Bureau & K.Schum.) L.G.Lohmann,2010
- Cuspidaria cinerea (Bureau ex K.Schum.) L.G.Lohmann,2010
- Cuspidaria convoluta (Vell.) A.H.Gentry,1975
- Cuspidaria emmonsii A.H.Gentry,1992
- Cuspidaria floribunda (DC.) A.H.Gentry,1973
- Cuspidaria inaequalis (DC. ex Splitg.) L.G.Lohmann,2008
- Cuspidaria lachnaea (Bureau) L.G.Lohmann,2008
- Cuspidaria lateriflora (Mart.) DC.,1845
- Cuspidaria multiflora DC.,1845
- Cuspidaria octoptera A.H.Gentry,1977
- Cuspidaria pulchra (Cham.) L.G.Lohmann,2010
- Cuspidaria sceptrum (Cham.) L.G.Lohmann,2010
- Cuspidaria simplicifolia DC.,1838
- Cuspidaria subincana A.H.Gentry,1976
- Cuspidaria weberbaueri (Sprague) A.H.Gentry,1973
- Cybistax antisyphilitica (Mart.) Mart.,1843
- Delostoma dentatum D.Don,1823
- Delostoma gracile A.H.Gentry,1977
- Delostoma integrifolium D.Don,1823
- Delostoma lobbii Seem.,1862
- Deplanchea bancana (Scheff.) Steenis,1927
- Deplanchea coriacea Steenis,1928
- Deplanchea glabra (Steenis) Steenis,1927
- Deplanchea hirsuta (F.M.Bailey) Steenis,1927
- Deplanchea montana (Vieill. ex Beauvis.) Guillaumin,1935
- Deplanchea sessilifolia (Vieill. ex Pancher) Steenis,1927
- Deplanchea speciosa Vieill.,1863
- Deplanchea tetraphylla (R.Br.) F.Muell. ex Steenis,1927
- Digomphia ceratophora A.H.Gentry,1978
- Digomphia densicoma (Mart. ex DC.) Pilg.,1910
- Digomphia laurifolia Benth.,1846
- Dinklageodoxa scandens Heine & Sandwith,1962
- Distictella rosea (Kraenzl.) A. Samp.,1935
- Dolichandra chodatii (Hassl.) L.G.Lohmann,2010
- Dolichandra cynanchoides Cham.,1832
- Dolichandra dentata (K.Schum.) L.G.Lohmann,2005
- Dolichandra quadrivalvis (Jacq.) L.G.Lohmann,2008
- Dolichandra steyermarkii (Sandwith) L.G.Lohmann,2008
- Dolichandra uncata (Andrews) L.G.Lohmann,2008
- Dolichandra unguiculata (Vell.) L.G.Lohmann,2010
- Dolichandra unguis-cati (L.) L.G.Lohmann,2008
- Dolichandrone alba (Sim) Sprague,1919
- Dolichandrone alternifolia (R.Br.) Seem.,1870
- Dolichandrone arcuata (Wight) C.B.Clarke,1884
- Dolichandrone atrovirens (Roth) K.Schum.,1894
- Dolichandrone columnaris Santisuk,1985
- Dolichandrone falcata (Wall. ex DC.) Seem.,1870
- Dolichandrone filiformis (DC.) Fenzl ex F.Muell.,1864
- Dolichandrone heterophylla (R.Br.) F.Muell.,1864
- Dolichandrone serrulata (Wall. ex DC.) Seem.,1870
- Dolichandrone spathacea (L.f.) Seem.,1863
- Eccremocarpus huianaccapac Vargas,1948
- Eccremocarpus scaber Ruiz & Pav.,1798
- Eccremocarpus viridis Ruiz & Pav.,1798
- Ekmanianthe actinophylla (Griseb.) Urb.,1924
- Ekmanianthe longiflora (Griseb.) Urb.,1924
- Fernandoa abbreviata Bidgood,1994
- Fernandoa adenophylla (Wall. ex G.Don) Steenis,1976
- Fernandoa adolfi-friderici Gilg & Mildbr.,1911
- Fernandoa bracteata (Dop) Steenis,1976
- Fernandoa brilletii (Dop) Steenis,1976
- Fernandoa coccinea (Scott-Elliot) A.H.Gentry,1975
- Fernandoa collignonii (Dop) Steenis,1976
- Fernandoa ferdinandi (Welw.) Baill. ex K.Schum.,1895
- Fernandoa guangxiensis D.D.Tao,1986
- Fernandoa lutea (Verdc.) Bidgood,1994
- Fernandoa macrantha (Baker) A.H.Gentry,1975
- Fernandoa macroloba (Miq.) Steenis,1976
- Fernandoa madagascariensis (Baker) A.H.Gentry,1975
- Fernandoa magnifica Seem.,1870
- Fernandoa serrata (Dop) Steenis,1976
- Fridericia artherion (Mart.) L.G.Lohmann,2010
- Fridericia bahiensis (Schauer) L.G.Lohmann,2010
- Fridericia bracteolata (DC.) L.G.Lohmann,2010
- Fridericia candicans (Rich.) L.G.Lohmann,2010
- Fridericia carichanensis (Kunth) L.G.Lohmann,2010
- Fridericia caudigera (S.Moore) L.G.Lohmann,2010
- Fridericia celastroides (Bureau ex K.Schum.) L.G.Lohmann,
- Fridericia chica (Bonpl.) L.G.Lohmann,2010
- Fridericia cinerea (Bureau ex K.Schum.) L.G.Lohmann,2010
- Fridericia cinnamomea (DC.) L.G.Lohmann,
- Fridericia claussenii (DC.) L.G.Lohmann,2010
- Fridericia conjugata (Vell.) L.G.Lohmann,2010
- Fridericia corchoroides (Cham.) L.G.Lohmann,2010
- Fridericia costaricensis (Kraenzl.) L.G.Lohmann,2010
- Fridericia crassa (Bureau & K.Schum.) L.G.Lohmann,2010
- Fridericia craterophora (DC.) L.G.Lohmann,2010
- Fridericia cuneifolia (DC.) L.G.Lohmann,2010
- Fridericia dichotoma (Jacq.) L.G.Lohmann,2010
- Fridericia dispar (Bureau ex K.Schum.) L.G.Lohmann,2010
- Fridericia egensis (Poepp. ex Bureau & K.Schum.) L.G.Lohmann,2010
- Fridericia elegans (Vell.) L.G.Lohmann,2010
- Fridericia erubescens (DC.) L.G.Lohmann,2010
- Fridericia fagoides (Cham.) L.G.Lohmann,2010
- Fridericia fanshawei (Sandwith) L.G.Lohmann,2010
- Fridericia floribunda (Kunth) L.G.Lohmann,2010
- Fridericia florida (DC.) L.G.Lohmann,2010
- Fridericia formosa (Bureau) L.G.Lohmann,2010
- Fridericia grosourdyana (Baill.) L.G.Lohmann,2010
- Fridericia japurensis (DC.) L.G.Lohmann,2010
- Fridericia lasiantha (Bureau & K.Schum.) L.G.Lohmann,
- Fridericia lauta (Bureau & K.Schum.) L.G.Lohmann,2010
- Fridericia leucopogon (Cham.) L.G.Lohmann,2010
- Fridericia limae (A.H.Gentry),2010
- Fridericia mollis (Vahl) L.G.Lohmann,2010
- Fridericia mollissima (Kunth) L.G.Lohmann,2010
- Fridericia monophylla (A.H.Gentry) L.G.Lohmann,2010
- Fridericia mutabilis (Bureau & K.Schum.) L.G.Lohmann,2010
- Fridericia nicotianiflora (Kraenzl.) L.G.Lohmann,2010
- Fridericia nigrescens (Sandwith) L.G.Lohmann,2010
- Fridericia oligantha (Bureau & K.Schum.) L.G.Lohmann,2010
- Fridericia ornithophila (A.H.Gentry) L.G.Lohmann,2010
- Fridericia oxycarpa (Urb.) L.G.Lohmann,2010
- Fridericia paradoxa (Sandwith) L.G.Lohmann,2010
- Fridericia parviflora (Mart. ex DC.) L.G.Lohmann,2010
- Fridericia patellifera (Schltdl.) L.G.Lohmann,2010
- Fridericia pearcei (Rusby) L.G.Lohmann,2010
- Fridericia pilulifera (Rich.) L.G.Lohmann,2010
- Fridericia platyphylla (Cham.) L.G.Lohmann,2010
- Fridericia pliciflora (Mart. ex DC.) L.G.Lohmann,2010
- Fridericia podopogon (DC.) L.G.Lohmann,2010
- Fridericia poeppigii (DC.) L.G.Lohmann,2010
- Fridericia prancei (A.H.Gentry) L.G.Lohmann,2010
- Fridericia pubescens (L.) L.G.Lohmann,2010
- Fridericia pulchella (Cham.) L.G.Lohmann,2010
- Fridericia rego (Vell.) L.G.Lohmann,2010
- Fridericia samydoides (Cham.) L.G.Lohmann,2010
- Fridericia schumanniana (Loes.) L.G.Lohmann,2010
- Fridericia simplex (A.H.Gentry) L.G.Lohmann,2010
- Fridericia speciosa Mart.,1827
- Fridericia spicata (Bureau & K.Schum.) L.G.Lohmann,2010
- Fridericia subincana (Mart.) L.G.Lohmann,2010
- Fridericia subverticillata (Bureau & K.Schum.) L.G.Lohmann,
- Fridericia trachyphylla (Bureau & K.Schum.) L.G.Lohmann,2010
- Fridericia trailii (Sprague) L.G.Lohmann,2010
- Fridericia triplinervia (Mart. ex DC.) L.G.Lohmann,2010
- Fridericia truncata (Sprague) L.G.Lohmann,2010
- Fridericia tynanthoides (A.H.Gentry) L.G.Lohmann,2010
- Fridericia viscida (Donn.Sm.) L.G.Lohmann,2010
- Fridericia whitei (Rusby) L.G.Lohmann,2010
- Godmania aesculifolia (Kunth) Standl.,1925
- Godmania dardanoi (J.C.Gomes) A.H.Gentry,1976
- Handroanthus albus (Cham.) Mattos,1970
- Handroanthus arianeae (A.H.Gentry) S.O.Grose,2007
- Handroanthus barbatus (E.Mey.) Mattos,1970
- Handroanthus billbergii (Bureau & K.Schum.) S.O.Grose,2007
- Handroanthus botelhensis (A.H.Gentry) S.O.Grose,2007
- Handroanthus bureavii (Sandwith) S.O.Grose,2007
- Handroanthus capitatus (Bureau & K.Schum.) Mattos,1970
- Handroanthus catarinensis (A.H.Gentry) S.O.Grose,2007
- Handroanthus chrysanthus (Jacq.) S.O.Grose,2007
- Handroanthus chrysotrichus (Mart. ex DC.) Mattos,1970
- Handroanthus coralibe (Standl.) S.O.Grose,2007
- Handroanthus cristatus (A.H.Gentry) S.O.Grose,2007
- Handroanthus guayacan (Seem.) S.O.Grose,2007
- Handroanthus heptaphyllus (Vell.) Mattos,1970
- Handroanthus impetiginosus (Mart. ex DC.) Mattos,1970
- Handroanthus incanus (A.H.Gentry) S.O.Grose,2007
- Handroanthus lapacho (K.Schum.) S.O.Grose,2007
- Handroanthus obscurus (Bureau & K.Schum.) Mattos,1970
- Handroanthus ochraceus (Cham.) Mattos,1970
- Handroanthus pedicellatus (Bureau & K.Schum.) Mattos,1970
- Handroanthus pulcherrimus (Sandwith) S.O.Grose,2007
- Handroanthus pumilus (A.H.Gentry) S.O.Grose,2007
- Handroanthus riodocensis (A.H.Gentry) S.O.Grose,2007
- Handroanthus selachidentatus (A.H.Gentry) S.O.Grose,2007
- Handroanthus serratifolius (Vahl) S.O.Grose,2007
- Handroanthus spongiosus (Rizzini) S.O.Grose,2007
- Handroanthus subtilis (Sprague & Sandwith) S.O.Grose,2007
- Handroanthus uleanus (Kraenzl.) S.O.Grose,2007
- Handroanthus umbellatus (Sond.) Mattos,1970
- Handroanthus vellosoi (Toledo) Mattos,1970
- Heterophragma quadriloculare (Roxb.) K.Schum.,1895
- Heterophragma sulfureum Kurz,1873
- Hieris curtisii (Ridl.) Steenis,1928
- Incarvillea altissima Forrest,1921
- Incarvillea arguta Royle,1833
- Incarvillea beresowskii Batalin,1895
- Incarvillea compacta Maxim.,1881
- Incarvillea delavayi Bureau & Franch.,1891
- Incarvillea dissectifoliola Q.S.Zhao,1988
- Incarvillea emodi (Royle ex Lindl.) Chatterjee,1948
- Incarvillea forrestii Fletcher,1935
- Incarvillea himalayensis Grey-Wilson,1998
- Incarvillea lutea Bureau et Franch.,1891
- Incarvillea mairei (H.Lév.) Grierson,1961
- Incarvillea olgae Regel,1880
- Incarvillea potaninii Batalin,1891
- Incarvillea semiretschenskia (B.Fedtsch.) Grierson,1961
- Incarvillea sinensis Lam.,1789
- Incarvillea younghusbandii Sprague,1907
- Incarvillea zhongdianensis Grey-Wilson,1998
- Jacaranda acutifolia Bonpl.,1805
- Jacaranda arborea Urb.,1912
- Jacaranda bracteata Bureau & K.Schum.,1897
- Jacaranda brasiliana (Lam.) Pers.,1807
- Jacaranda bullata A.H.Gentry,1978
- Jacaranda caerulea (L.) Juss.,1789
- Jacaranda campinae A.H.Gentry & Morawetz,1985
- Jacaranda carajasensis A.H.Gentry,1992
- Jacaranda caroba (Vell.) DC.,1845
- Jacaranda caucana Pittier,1917
- Jacaranda copaia (Aubl.) D.Don,1823
- Jacaranda cowellii Britton & P.Wilson,1915
- Jacaranda crassifolia Morawetz,1979
- Jacaranda cuspidifolia Mart.,1841
- Jacaranda decurrens Cham.,1832
- Jacaranda duckei Vattimo,1984
- Jacaranda egleri Sandwith,1962
- Jacaranda ekmanii Alain,1968
- Jacaranda glabra (DC.) Bureau & K.Schum.,1897
- Jacaranda grandifoliolata A.H.Gentry,1985
- Jacaranda hesperia Dugand,1954
- Jacaranda intricata A.H.Gentry & Morawetz,1992
- Jacaranda irwinii A.H.Gentry,1974
- Jacaranda jasminoides (Thunb.) Sandwith,1937
- Jacaranda macrantha Cham.,1832
- Jacaranda macrocarpa Bureau & K.Schum.,1894
- Jacaranda microcalyx A.H.Gentry,1992
- Jacaranda mimosifolia D.Don,1822
- Jacaranda montana Morawetz,1979
- Jacaranda mutabilis Hassl.,1910
- Jacaranda obovata Cham.,1832
- Jacaranda obtusifolia Bonpl.,1805
- Jacaranda orinocensis Sandwith,1958
- Jacaranda paucifoliata Mart. ex DC.,1845
- Jacaranda poitaei Urb.,1912
- Jacaranda praetermissa Sandwith,1954
- Jacaranda puberula Cham.,1832
- Jacaranda pulcherrima Morawetz,1979
- Jacaranda racemosa Cham.,1832
- Jacaranda rufa Silva Manso,1836
- Jacaranda rugosa A.H.Gentry,1992
- Jacaranda selleana Urb.,1929
- Jacaranda simplicifolia K.Schum. ex Bureau & K.Schum.,1897
- Jacaranda sparrei A.H.Gentry,1977
- Jacaranda subalpina Morawetz,1979
- Jacaranda ulei Bureau & K.Schum.,1897
- Kigelia africana (Lam.) Benth.,1849
- Lamiodendron magnificum Steenis,1957
- Lundia cordata (Vell.) DC.,1845
- Lundia corymbifera (Vahl) Sandwith,1937
- Lundia damazii C.DC.,1905
- Lundia densiflora DC.,1845
- Lundia gardneri Sandwith,1954
- Lundia glazioviana Kraenzl.,1921
- Lundia helicocalyx A.H.Gentry,1980
- Lundia neolonga L.G.Lohmann,2010
- Lundia obliqua Sond.,1849
- Lundia puberula Pittier,1917
- Lundia spruceana Bureau,1868
- Lundia triphylla (L.) L.G.Lohmann,2006
- Lundia virginalis DC.,1845
- Manaosella cordifolia (DC.) A.H.Gentry,1978
- Mansoa alliacea (Lam.) A.H.Gentry,1979
- Mansoa angustidens (DC.) Bureau & K.Schum.,1896
- Mansoa difficilis (Cham.) Bureau & K.Schum.,1896
- Mansoa glaziovii Bureau & K.Schum.,1896
- Mansoa hirsuta DC.,1845
- Mansoa hymenaea (DC.) A.H.Gentry,1979
- Mansoa lanceolata (DC.) A.H.Gentry,1979
- Mansoa montecillensis (Ant.Molina) C.Nelson,1979
- Mansoa onohualcoides A.H.Gentry,1976
- Mansoa parvifolia (A.H.Gentry) A.H.Gentry,1979
- Mansoa standleyi (Steyerm.) A.H.Gentry,1979
- Mansoa verrucifera (Schltdl.) A.H.Gentry,1976
- Markhamia lutea (Benth.) K.Schum.,1895
- Markhamia obtusifolia (Baker) Sprague,1919
- Markhamia stipulata (Wall.) Seem.,1863
- Markhamia tomentosa (Benth.) K.Schum. ex Engl.,1895
- Markhamia zanzibarica (Bojer ex DC.) K.Schum.,1895
- Martinella iquitoensis A.Samp.,1935
- Martinella obovata (Kunth) Bureau & K.Schum.,1896
- Mayodendron igneum (Kurz) Kurz,1875
- Millingtonia hortensis L.f.,1782
- Neojobertia candolleana (Mart. ex DC.) Bureau & K.Schum.,1896
- Neojobertia mirabilis (Sandwith) L.G.Lohmann,2010
- Neosepicaea aurantiaca (Diels) Steenis,1968
- Neosepicaea jucunda (F.Muell.) Steenis,1957
- Neosepicaea leptophylla (Blume) Steenis,1960
- Neosepicaea viticoides Diels,1922
- Newbouldia laevis (P.Beauv.) Seem.,1863
- Niedzwedzkia semiretschenskia B. Fedtsch.,
- Nyctocalos brunfelsiiflora Teijsm. & Binn.,1862
- Nyctocalos brunfelsiiflorum Teijsm. & Binn.,1862
- Nyctocalos cuspidatum (Blume) Miq.,1867
- Nyctocalos pinnatum Steenis,1953
- Ophiocolea comorensis H.Perrier,1938
- Ophiocolea decaryi H.Perrier,1938
- Ophiocolea delphinensis H.Perrier,1938
- Ophiocolea floribunda (Bojer ex Lindl.) H.Perrier,1938
- Ophiocolea velutina H.Perrier,1938
- Ophiocolea vokoaninensis Zjhra,2006
- Oroxylum indicum (L.) Kurz,1877
- Pachyptera aromatica (Barb.Rodr.) L.G.Lohmann,2005
- Pachyptera erythraea (Dugand) A.H.Gentry,1977
- Pachyptera kerere (Aubl.) Sandwith,1937
- Pachyptera ventricosa (A.H.Gentry) L.G.Lohmann,2010
- Pajanelia longifolia (Willd.) K.Schum.,1895
- Pandorea baileyana (Maiden & R.T.Baker) Steenis,1927
- Pandorea doratoxylon (J.M.Black) J.M.Black,1937
- Pandorea jasminoides (Lindl.) K.Schum.,1894
- Pandorea montana (Diels) Steenis,1977
- Pandorea nervosa Steenis,1931
- Pandorea pandorana (Andrews) Steenis,1928
- Pandorea stenantha Diels,1922
- Paratecoma peroba (Record) Kuhlm.,1931
- Parmentiera aculeata (Kunth) Seem.,1854
- Parmentiera cereifera Seem.,1854
- Parmentiera dressleri A.H.Gentry,1982
- Parmentiera macrophylla Standl.,1929
- Parmentiera millspaughiana L.O.Williams,1973
- Parmentiera morii A.H.Gentry,1980
- Parmentiera parviflora Lundell,1940
- Parmentiera stenocarpa Dugand & L.B.Sm.,1955
- Parmentiera trunciflora Standl. & L.O.Williams,1953
- Parmentiera valerii Standl.,1927
- Pauldopia ghorta (Buch.-Ham. ex G.Don) Steenis,1969
- Perianthomega vellozoi Bureau,1894
- Perichlaena richardii Baill.,1888
- Phyllarthron antongiliense Capuron,1960
- Phyllarthron articulatum (Desf.) K.Schum.,1895
- Phyllarthron bernierianum Seem.,1859
- Phyllarthron bilabiatum A.H.Gentry,1977
- Phyllarthron bojeranum DC.,1845
- Phyllarthron cauliflorum Capuron,1971
- Phyllarthron comorense DC.,1845
- Phyllarthron humblotianum H.Perrier,1938
- Phyllarthron ilicifolium (Pers.) H.Perrier,1936
- Phyllarthron laxinervium H.Perrier,1938
- Phyllarthron madagascariense K. Schum.,1895
- Phyllarthron megaphyllum Capuron,1960
- Phyllarthron megapterum H.Perrier,1938
- Phyllarthron multiflorum H.Perrier,1938
- Phyllarthron nocturnum Zjhra,2006
- Phyllarthron sahamalazensis Zjhra,2006
- Phyllarthron suarezense H.Perrier,1938
- Phyllarthron subumbellatum H.Perrier,1938
- Phyllarthron vokoaninensis Zjhra,2006
- Phylloctenium bernieri Baill.,1887
- Phylloctenium decaryanum H.Perrier,1938
- Pleonotoma albiflora (Salzm. ex DC.) A.H.Gentry,1976
- Pleonotoma bracteata A.H.Gentry,1980
- Pleonotoma castelnaei (Bureau) Sandwith,1958
- Pleonotoma clematis (Kunth) Miers,1863
- Pleonotoma dendrotricha Sandwith,1958
- Pleonotoma echitidea Sprague & Sandwith,1934
- Pleonotoma exserta A.H.Gentry,1978
- Pleonotoma fluminensis (Vell.) A.H.Gentry,1975
- Pleonotoma jasminifolia (Kunth) Miers,1863
- Pleonotoma melioides (S.Moore) A.H.Gentry,1976
- Pleonotoma orientalis Sandwith,1938
- Pleonotoma pavettiflora Sandwith,1934
- Pleonotoma stichadenia K.Schum.,1894
- Pleonotoma tetraquetra (Cham.) Bureau,1868
- Pleonotoma variabilis (Jacq.) Miers,1863
- Podranea brycei (N.E.Br.) Sprague,1906
- Podranea ricasoliana (Tanfani) Sprague,1904
- Podranea ricolasiana Sprague,1904
- Pyrostegia millingtonioides Sandwith,1962
- Pyrostegia venusta (Ker Gawl.) Miers,1863
- Radermachera boniana Dop,1926
- Radermachera coriacea Merr.,1908
- Radermachera eberhardtii Dop,1926
- Radermachera frondosa Chun & F.C.How,1958
- Radermachera gigantea (Blume) Miq.,1867
- Radermachera glandulosa (Blume) Miq.,1867
- Radermachera hainanensis Merr.,1922
- Radermachera inflata Steenis,1976
- Radermachera microcalyx C.Y.Wu,1979
- Radermachera peninsularis Steenis,1976
- Radermachera pentandra Hemsl.,1905
- Radermachera pinnata (Blanco) Seem.,1870
- Radermachera ramiflora Steenis,1934
- Radermachera sinica (Hance) Hemsl.,1905
- Radermachera stellata Steenis,1976
- Radermachera xylocarpa (Roxb.) Roxb. ex K.Schum.,1895
- Radermachera yunnanensis C.Y.Wu,1979
- Rhigozum brevispinosum Kuntze,1886
- Rhigozum madagascariense Drake,1903
- Rhigozum obovatum Burch.,1822
- Rhigozum somalense Hallier f.,1903
- Rhigozum trichotomum Burch.,1822
- Rhigozum virgatum Merxm. & A.Schreib.,1966
- Rhigozum zambesiacum Baker,1894
- Rhodocolea boivinii (Baill.) H.Perrier,1938
- Rhodocolea involucrata (Bojer ex DC.) H.Perrier,1938
- Rhodocolea lemuriphila Zjhra,2006
- Rhodocolea linearis H.Perrier,1938
- Rhodocolea multiflora Zjhra,2006
- Rhodocolea nobilis Baill.,1887
- Rhodocolea perrieri Capuron,1971
- Rhodocolea racemosa (Lam.) H.Perrier,1936
- Rhodocolea telfairiae (Bojer ex Hook.) H.Perrier,1936
- Romeroa verticillata Dugand,1952
- Roseodendron chryseum (S.F.Blake) Miranda,1965
- Roseodendron donnell-smithii (Rose) Miranda,1965
- Santisukia kerrii (Barnett & Sandwith) Brummitt,1992
- Santisukia pagetii (Craib) Brummitt,1992
- Sparattosperma catingae A.H.Gentry,1992
- Sparattosperma leucanthum (Vell.) K.Schum.,1894
- Spathodea campanulata P.Beauv.,1805
- Sphingiphila tetramera A.H.Gentry,1990
- Spirotecoma apiculata (Britton) Alain,1956
- Spirotecoma holguinensis (Britton) Alain,1956
- Spirotecoma rubriflora (Leonard) Alain,1971
- Spirotecoma spiralis (C.Wright ex Griseb.) Pichon,1945
- Stereospermum acuminatissimum K.Schum.,1895
- Stereospermum angustifolium Haines,1922
- Stereospermum annamense Dop,1926
- Stereospermum arcuatum H.Perrier,1936
- Stereospermum boivini (Baill.) H.Perrier,1938
- Stereospermum chelonoides (L.f.) DC.,1838
- Stereospermum cylindricum Pierre ex Dop,1930
- Stereospermum euphorioides DC.,1845
- Stereospermum fimbriatum (Wall. ex G.Don) DC.,1838
- Stereospermum harmsianum K.Schum.,1895
- Stereospermum hildebrandtii (Baill.) H.Perrier,1938
- Stereospermum kunthianum Cham.,1832
- Stereospermum leonense Sprague,1912
- Stereospermum longiflorum Capuron,1960
- Stereospermum nematocarpum (Bojer) DC.,1845
- Stereospermum neuranthum Kurz,1873
- Stereospermum rhoifolium (Baill.) H.Perrier,1938
- Stereospermum strigillosum C.Y. Wu & W.C. Yin,1979
- Stereospermum strigilosum C.Y.Wu,1979
- Stereospermum tetragonum DC.,1838
- Stereospermum tomentosum H.Perrier,1938
- Stereospermum undatum H.Perrier,1938
- Stereospermum variabile H.Perrier,1938
- Stereospermum zenkeri K.Schum. ex De Wild.,1903
- Stizophyllum inaequilaterum Bureau & K.Schum.,1896
- Stizophyllum perforatum (Cham.) Miers,1863
- Stizophyllum riparium (Kunth) Sandwith,1938
- Tabebuia acrophylla (Urb.) Britton,1915
- Tabebuia angustata Britton,1915
- Tabebuia arimaoensis Britton,1915
- Tabebuia aurea (Silva Manso) Benth. & Hook.f. ex S.Moore,1895
- Tabebuia bahamensis (Northr.) Britton,1915
- Tabebuia berteroi (DC.) Britton,1915
- Tabebuia bibracteolata (Griseb.) Britton,1915
- Tabebuia brooksiana Britton,1915
- Tabebuia buchii (Urb.) Britton,1915
- Tabebuia bullata A.H.Gentry,1989
- Tabebuia calcicola Britton,1915
- Tabebuia caleticana A.H.Gentry & D.Albert,1992
- Tabebuia cassinoides (Lam.) DC.,1845
- Tabebuia clementis Alain,1956
- Tabebuia conferta Urb.,1922
- Tabebuia crispiflora Alain,1971
- Tabebuia del-riscoi Borhidi,1980
- Tabebuia densifolia Urb.,1922
- Tabebuia dominguensis (Urb.) Britton,1915
- Tabebuia dubia (C.Wright ex Sauvalle) Britton ex Seibert,1940
- Tabebuia elegans Urb.,1925
- Tabebuia elliptica (DC.) Sandwith,1937
- Tabebuia elongata Urb.,1925
- Tabebuia fluviatilis (Aubl.) DC.,1845
- Tabebuia gemmiflora Rizzini & A.Mattos,1986
- Tabebuia glaucescens Urb.,1925
- Tabebuia gracilipes Alain,1956
- Tabebuia haemantha (Bertol. ex Spreng.) DC.,1845
- Tabebuia heterophylla (DC.) Britton,1915
- Tabebuia hypoleuca (C.Wright ex Sauvalle) Urb.,1908
- Tabebuia inaequipes Urb.,1924
- Tabebuia insignis (Miq.) Sandwith,1937
- Tabebuia jackiana Ekman ex Urb.,1925
- Tabebuia lepidophylla (A.Rich.) Greenm. ex Combs,1896
- Tabebuia lepidota (Kunth) Britton,1915
- Tabebuia leptoneura Urb.,1924
- Tabebuia linearis Alain,1956
- Tabebuia maxonii Urb.,1922
- Tabebuia microphylla (Lam.) Urb.,1908
- Tabebuia moaensis Britton,1915
- Tabebuia multinervis Urb. & Ekman,1929
- Tabebuia myrtifolia (Griseb.) Britton,1915
- Tabebuia nodosa (Griseb.) Griseb.,1879
- Tabebuia obovata Urb.,1908
- Tabebuia obtusifolia (Cham.) Bureau,1894
- Tabebuia ochracea A.H. Gentry,1992
- Tabebuia ophiolithica Alain,1971
- Tabebuia orinocensis (Sandwith) A.H.Gentry,1978
- Tabebuia ovatifolia Vattimo,1986
- Tabebuia pallida (Lindl.) Miers,1863
- Tabebuia palustris Hemsl.,1882
- Tabebuia paniculata Leonard,1924
- Tabebuia pilosa A.H.Gentry,1978
- Tabebuia pinetorum Britton,1915
- Tabebuia platyantha (Griseb.) Britton,1915
- Tabebuia polyantha Urb. & Ekman,1929
- Tabebuia polymorpha Urb.,1924
- Tabebuia pulverulenta Urb.,1924
- Tabebuia reticulata A.H.Gentry,1992
- Tabebuia revoluta (Urb.) Britton,1915
- Tabebuia ricardii M.Mejía,1994
- Tabebuia rigida Urb.,1899
- Tabebuia rosea (Bertol.) Bertero ex A.DC.,1845
- Tabebuia roseoalba (Ridl.) Sandwith,1954
- Tabebuia sauvallei Britton,1915
- Tabebuia schumanniana Urb.,1899
- Tabebuia shaferi Britton,1915
- Tabebuia simplicifolia Carabia ex Alain,1956
- Tabebuia stenocalyx Sprague & Stapf,1910
- Tabebuia striata A.H.Gentry,1973
- Tabebuia trachycarpa (Griseb.) K.Schum.,1894
- Tabebuia vinosa A.H.Gentry,1989
- Tabebuia zanonii A.H.Gentry,1989
- Tanaecium affinis (A.H.Gentry) L.G.Lohmann,2010
- Tanaecium apiculatum A.H.Gentry,1976
- Tanaecium bilabiatum (Sprague) L.G.Lohmann,2008
- Tanaecium caudiculatum (Standl.) L.G.Lohmann,2010
- Tanaecium crucigerum Seem.,1856
- Tanaecium cyrtanthum (Mart. ex DC.) Bureau & K.Schum.,1896
- Tanaecium duckei A.Samp.,1935
- Tanaecium exitiosum Dugand,1942
- Tanaecium jaroba Sw.,1788
- Tanaecium neobrasiliensis (Baill.) L.G.Lohmann,2010
- Tanaecium pyramidatum (Rich.) L.G.Lohmann,2008
- Tanaecium revillae (A.H.Gentry) L.G.Lohmann,2010
- Tanaecium selloi (Spreng.) L.G.Lohmann,2008
- Tanaecium tetragonolobum (Jacq.) L.G.Lohmann,2008
- Tanaecium truncatum (A.Samp.) L.G.Lohmann,2010
- Tanaecium xanthophyllum (DC.) L.G.Lohmann,2010
- Tecoma beckii J.R.I.Wood,2008
- Tecoma capensis (Thunb.) Lindl.,1828
- Tecoma castanifolia (D.Don) Melch.,1941
- Tecoma cochabambensis (Herzog) Sandwith,1953
- Tecoma fulva (Cav.) G.Don,1838
- Tecoma nyassae Oliv.,1881
- Tecoma rosifolia Kunth,1818
- Tecoma stans (L.) Juss. ex Kunth,1818
- Tecoma tenuiflora (DC.) Fabris,1965
- Tecoma weberbaueriana (Kraenzl.) Melch.,1941
- Tecomanthe dendrophila (Blume) K.Schum.,1900
- Tecomanthe hillii (F.Muell.) Steenis,1927
- Tecomanthe speciosa W.R.B.Oliv.,1948
- Tecomanthe ternatensis Steenis,1927
- Tecomanthe volubilis Gibbs,1917
- Tecomella undulata (Sm.) Seem.,1862
- Tourrettia lappacea (L'Hér.) Willd.,1800
- Tynanthus cognatus (Cham.) Miers,1863
- Tynanthus croatianus A.H.Gentry,1971
- Tynanthus elegans Miers,1863
- Tynanthus fasciculatus (Vell.) Miers,1863
- Tynanthus gondotianus (Bureau ex Baill.) Bureau,1868
- Tynanthus guatemalensis Donn.Sm.,1893
- Tynanthus labiatus (Cham.) Miers,1863
- Tynanthus macranthus L.O.Williams,1967
- Tynanthus micranthus Corr.Méllo ex K.Schum.,1894
- Tynanthus panurensis (Bureau ex Baill.) Sandwith,1953
- Tynanthus polyanthus (Bureau ex Baill.) Sandwith,1953
- Tynanthus pubescens A.H.Gentry,1978
- Tynanthus sastrei A.H.Gentry,1980
- Tynanthus schumannianus (Kuntze) A.H.Gentry,1974
- Tynanthus villosus A.H.Gentry,1976
- Xylophragma harleyi (A.H.Gentry ex M.M.Silva & L.P.Queiroz) L.G.Lohmann,2010
- Xylophragma heterocalyx (Bureau & K.Schum.) A.H.Gentry,1979
- Xylophragma myrianthum (Cham.) Sprague,1903
- Xylophragma platyphyllum (DC.) L.G.Lohmann,2010
- Xylophragma pratense (Bureau & K.Schum.) Sprague,1903
- Xylophragma seemannianum (Kuntze) Sandwith,1953
- Zeyheria montana Mart.,1826
- Zeyheria tuberculosa (Vell.) Bureau ex Verl.,1868